# Karen Eliot

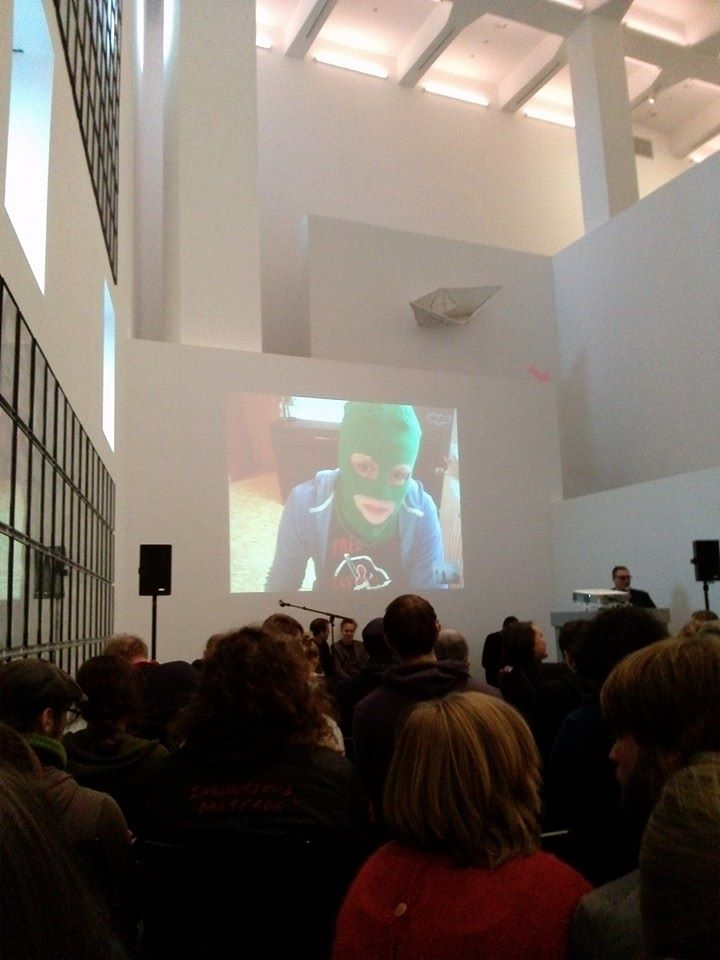
Angebliches Porträt von Karen Eliot

Karen Eliot, auch Karen Elliot ist ein von verschiedenen Künstlern genutztes, kollektives Pseudonym. Der Autor Stewart Home schlug den Namen 1985 vor. Er sollte von verschiedenen „Kulturarbeitern“ aufgegriffen werden, um einen Werkkorpus Karen Eliot zu schaffen. Seitdem haben hunderte Autoren und Kunstschaffende das Pseudonym benutzt.
Dieses Werk sollte keiner einzigen Person zuzuordnen sein. Nach Aussage der Erfinder „hat man keine Familie, keine Eltern, keine Geburt“, wenn man Karen Eliot wird. Die eigene Vergangenheit besteht einzig aus dem, was andere als Karen Eliot geschaffen haben.

## Geschichte
1989 war das Pseudonym bei den Neoisten weit verbreitet, zwischen 1990 und 1993 nutzten dann fast ausschließlich Anhänger dieser Richtung Karen Eliot, vor allem, um den Art Strike zu propagieren. Eliot war ein weibliches Gegenstück zu Monty Cantsin, der für die Neoisten eine ähnliche Rolle spielte. Home, der Erfinder von Eliot, war vorher bereits als Cantsin aufgetreten, und sah für Eliot eine ähnliche Rolle vor. Während Cantsin aber eine reale Person verkörpern sollte und auch persönlich auftrat, blieb Eliot stets körperlos. Als die Identifikation Cantsins mit einigen realen Personen begann, konnte Eliot die Rolle als multiple Persönlichkeit über längere Zeiträume einnehmen. Gleichzeitig mit der Erfindung von Eliot gab Home auch bekannt, dass jeder die von ihm gegründete Kunstzeitschrift SMILE herausgeben könne.
Aus Cantsin und Eliot wiederum entwickelte sich das Pseudonym Luther Blissett. Dessen Verwendung funktionierte ähnlich wie bei Eliot, jedoch war Blissett nicht so sehr einer künstlerischen Richtung verbunden und sollte so offener in der Verwendung sein.

## Verwendung im Internet
Auf Social-Media-Plattformen wird das Pseudonym häufig von Kulturschaffenden, vor allem aus dem Bereich Netzkunst, als Nickname genutzt. Damit stellt Karen Eliot neben Luther Blissett und Monty Cantsin das künstlerische Pendant zum Hackerkollektiv Anonymous dar. Diese Verwendung eines gemeinsamen Künstlernamens wirft Fragen zu netzpolitisch relevanten Themen wie Urheberrecht, Überwachung und Selbstdarstellung im Internet auf.

## Künstlerisches Schaffen
Karen Eliot nutzt verschiedene Medien und Ausdrucksformen für ihre Arbeit. Neben Malerei, Zeichnung, Fotografie, Bildhauerei, Installation und Performance spielen vor allem auch die digitale Kunst und kreative Auseinandersetzung mit dem Internet eine wesentliche Rolle. Inhaltlich werden oft gesellschaftskritische und politische Themen aufgegriffen, zur künstlerischen Umsetzung nutzt Eliot subversive Techniken und Mittel der Kommunikationsguerilla wie Adbusting oder Fake.
2008 hinterfragt sie Konsumverhalten, indem sie Artikel auf eBay anbietet, deren Beschreibungen als Antiwerbung wirken: In den Angeboten werden die Herstellungsprozesse der jeweiligen Objekte anhand schockierender Bilder von Tierversuchen, Sweatshops oder Kinderarbeit erläutert.
In einem Gewinnspiel auf Facebook lobt Karen Eliot 2012 einen Kubikmeter Ausstellungsfläche auf der Kunstmesse Art Cologne als Gewinn aus und verführt so Künstler, sich wie in einer Castingshow öffentlich anzubiedern. Die provokante Aktion mündet am Abend der Eröffnung der Messe in einem Stinkbombenattentat durch den Gewinner Daniel Sobst, der ebenfalls ein Pseudonym verwendete.
Zu ihrer Arbeitsweise sagt die Künstlerin in einem Interview: „Subversion ist das Gegenteil von Boykott. Statt sich dem System zu verweigern, nimmt man soviel man kann davon auf und missbraucht es dann so gut es geht.“ In diesem Sinne ist selbst die Adaption des Sammelpseudonyms ein subversiver Akt innerhalb des Kunstbetriebs.
Karen Eliot wurde 2012 das Chargesheimer-Stipendium für Medienkunst der Stadt Köln verliehen. Das Preisgeld wurde während einer Gruppenausstellung zur Stipendienvergabe unter lokalen  Künstlern geteilt.